# 사카모토 다카오
사카모토 다카오(일본어: 坂本 多加雄, 1950년 6월 8일~2002년 10월 29일)는 일본의 정치학자이다. 새로운 역사 교과서를 만드는 모임 결성 기자 회견에서 발표한 “이번에 검정을 통과한 7개 중학교 교과서는 증거가 불충분한 채 종군 위안부의 강제연행설을 함께 채용했다”는 성명의 호소인 9명 중 한 명이다.